# 콥스 파티: 북 오브 섀도즈
《콥스 파티: 북 오브 섀도즈》는 팀 그리그리가 제작한 서바이벌 호러 어드벤처 게임이다. 《콥스 파티》 시리즈 두 번째 작품으로, 플레이스테이션 포터블 플랫폼으로 일본서 2011년 9월 1일 처음 발매됐다. 이후 2013년에 iOS 이식판이, 2019년에는 마이크로소프트 윈도우판이 출시됐다.
전작 《콥스 파티: 블러드 커버드》와 마찬가지로 저주받은 텐진초등학교를 무대로 동시간대에 이야기가 진행되나, 비선형으로 진행되는 챕터마다 여러 등장인물을 돌아가며 조명하는 것이 서사상 특징이다. 일인칭 시점으로 비주얼 노블식 진행구조를 취해 텐진고등학교 내를 탐색하며, 행동에 따라 '정신오염도'가 상승해 일정치에 도달할 시 게임오버가 되는 시스템이 존재한다.
게임 마지막 챕터에서 《블러드 커버드》 주요 등장인물의 후일담을 다루며, 이는 2014년에 발매한 후속작 《콥스 파티: 블러드 드라이브》에 이어진다.

## 반응
《콥스 파티: 북 오브 섀도즈》는 리뷰 애그리게이터 웹사이트 메타크리틱에서 플레이스테이션 포터블판이 100점 만점에 67점을 기록해 "복합적이거나 평균적인 평가"를 받았다.

## 참조

### 내용주
1. ↑  영어: Corpse Party: Book of Shadows, 일본어: コープスパーティー Book of Shadows